# Pandemia di COVID-19 a Singapore
Il primo caso della pandemia di COVID-19 a Singapore è stato confermato il 23 gennaio 2020. I primi casi provenivano dall'estero fino a quando l'epidemia locale è iniziata a febbraio e marzo. Entro la fine di marzo e aprile, i focolai di COVID-19 sono stati rilevati tra i lavoratori stranieri. Singapore ha attualmente il maggior numero di casi confermati di COVID-19 nel sud-est asiatico, superando l'Indonesia il 19 aprile.
Contro la COVID-19, il 22 gennaio 2020 è stato formato un comitato multi-ministeriale, con il ministro dello sviluppo nazionale Lawrence Wong e il ministro della salute Gan Kim Yong, e il primo ministro Lee Hsien Loong, con il vice primo ministro e ministro delle finanze. Singapore ha anche contribuito con 500.000 dollari USA a sostenere gli sforzi dell'Organizzazione mondiale della sanità (OMS) contro la COVID-19. In risposta al crescente numero di nuovi casi, il 3 aprile Singapore ha annunciato le restrizioni da attuare, dal 7 aprile al 4 maggio. Le misure sono state prorogate fino al 1º giugno. La riapertura è avvenuta gradualmente in 3 fasi: la fase 1 è durata 17 giorni dal 2 al 18 giugno, la fase 2 oltre 6 mesi, dal 19 giugno al 27 dicembre 2020. Singapore è attualmente in fase 3, con un programma di vaccinazione di massa in corso a seguito dell'approvazione e dell'acquisizione del vaccino Pfizer-BioNTech contro la COVID-19.
Singapore ha, a inizio 2021, il tasso di mortalità per casi di COVID-19 più basso al mondo, 0,05%, che è significativamente inferiore al tasso di mortalità per casi globale dell'OMS del 4,34%. Singapore ha introdotto quello che è stato considerato uno dei programmi di controllo delle epidemie più grandi e meglio organizzati al mondo, insieme ai vicini Corea del Sud e Taiwan. Sono state prese varie misure per testare in massa la popolazione alla ricerca del virus, come isolare eventuali persone infette e introdurre app di tracciamento dei contatti come TraceTogether e mettere rigorosamente in quarantena coloro con cui avevano contatti ravvicinati. Tali misure hanno contribuito a evitare ulteriori lockdown dopo la fine delle restrizioni durate fino a inizio giugno 2020.
Il 5 maggio 2023, l'Organizzazione mondiale della sanità dichiara ufficialmente la fine della pandemia.

## Antefatti
Il 12 gennaio 2020, l'Organizzazione mondiale della sanità (OMS) ha confermato che un nuovo coronavirus era la causa di una nuova infezione polmonare che aveva colpito diversi abitanti della città di Wuhan, nella provincia cinese dell'Hubei, il cui caso era stato portato all'attenzione dell'OMS il 31 dicembre 2019.
Sebbene nel tempo il tasso di mortalità del COVID-19 si sia rivelato decisamente più basso di quello dell'epidemia di SARS che aveva imperversato nel 2003, la trasmissione del virus SARS-CoV-2, alla base del COVID-19, è risultata essere molto più ampia di quella del precedente virus del 2003, ed ha portato a un numero totale di morti molto più elevato.

## Casi
Le autorità nazionali hanno iniziato a riferire su casi sospetti il 4 gennaio, tuttavia il 23 gennaio è stato segnalato il primo caso confermato di infezione. La persona era un turista di Wuhan. Fino al 30 gennaio, c'erano un totale di 13 casi confermati, tutti visitatori a Singapore dalla Cina.
Il primo caso che ha coinvolto un singaporiano è stato confermato il 31 gennaio dopo il ritorno da Wuhan.